# 日本三大都市圈
日本的三大都市圈（日语：／ sandai toshiken */?）指的是首都圈、中京圈與近畿圈，其中心都市分別為東京、名古屋以及大阪。有時又合稱為東名阪（／ Tōmeihan）。这些城市群主要集中在本州岛的太平洋沿岸，其人口合计接近日本全国人口的接近六成。

## 定義
三大都市圈中各大都市圈的定義如下。

### 通常的解釋
- 關東大都市圈（又名首都圈）：關東地方南部的東京都、神奈川縣、千葉縣、埼玉縣等1都3縣。依据2015年的日本人口普查，关东大都市圈指包括茨城县、栃木县、群马县、埼玉县、千叶县、东京都、神奈川县、山梨县，静冈县在内的1都8县。其中23个特別区、132个市、55个町和5个村[1]。
- 近畿大都市圈（又名近畿圈、关西圈）：大阪府、京都府、兵庫縣、滋賀縣、奈良縣、和歌山縣等2府4縣，其中前三者的城區地帶又合稱為「京阪神」。
- 中京大都市圈（又名中京圈）：愛知縣、岐阜縣、三重縣等3縣，又合稱為「東海3縣（日语：東海3県）」。另外，三重縣內不含伊賀地方。

以上13個都府縣即為三大都市圈的範圍，相對的其它34道縣被稱為「地方圈」。全國20個政令指定都市中，有10個位於三大都市圈內。

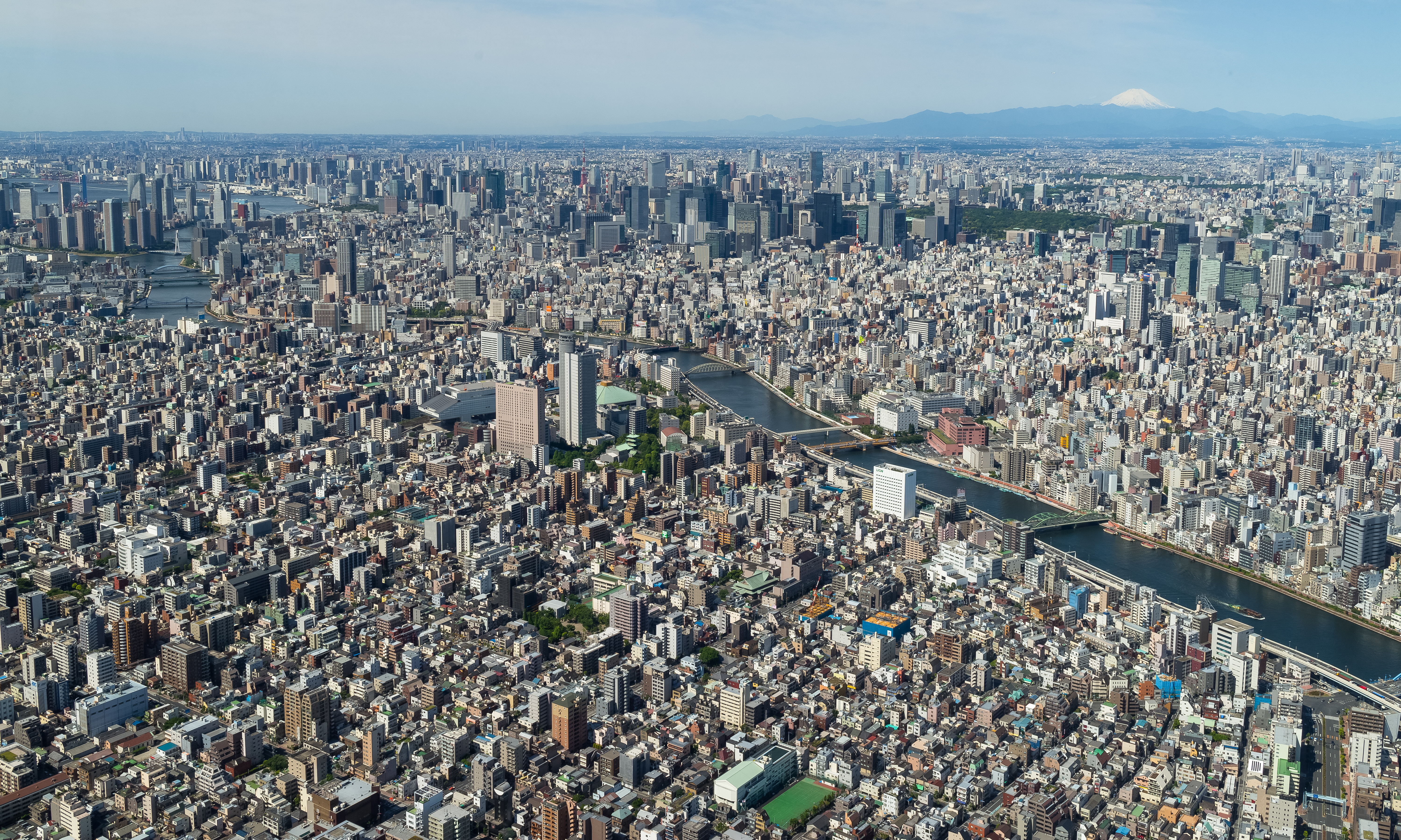
東京（首都圈）
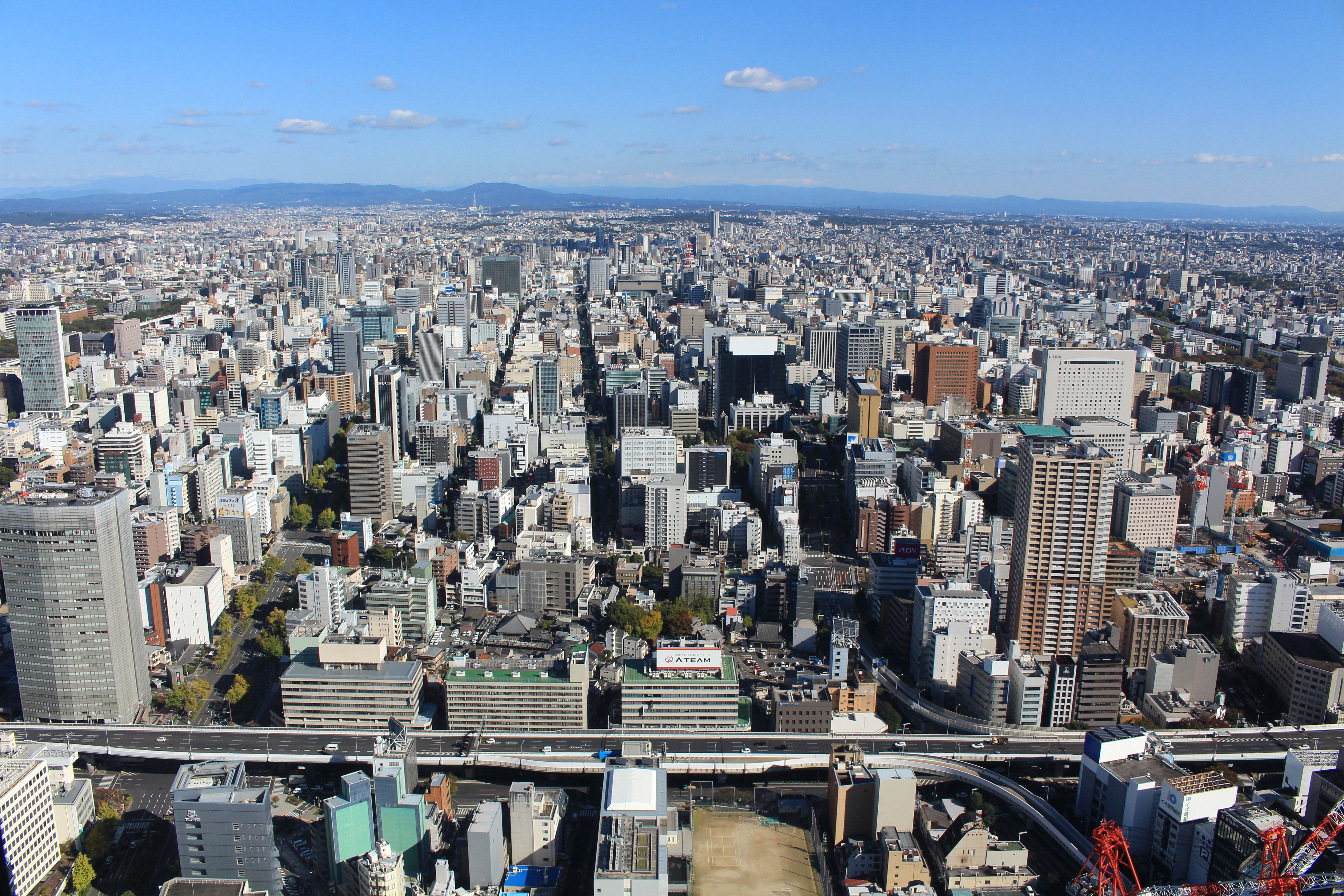
名古屋（中京圈）
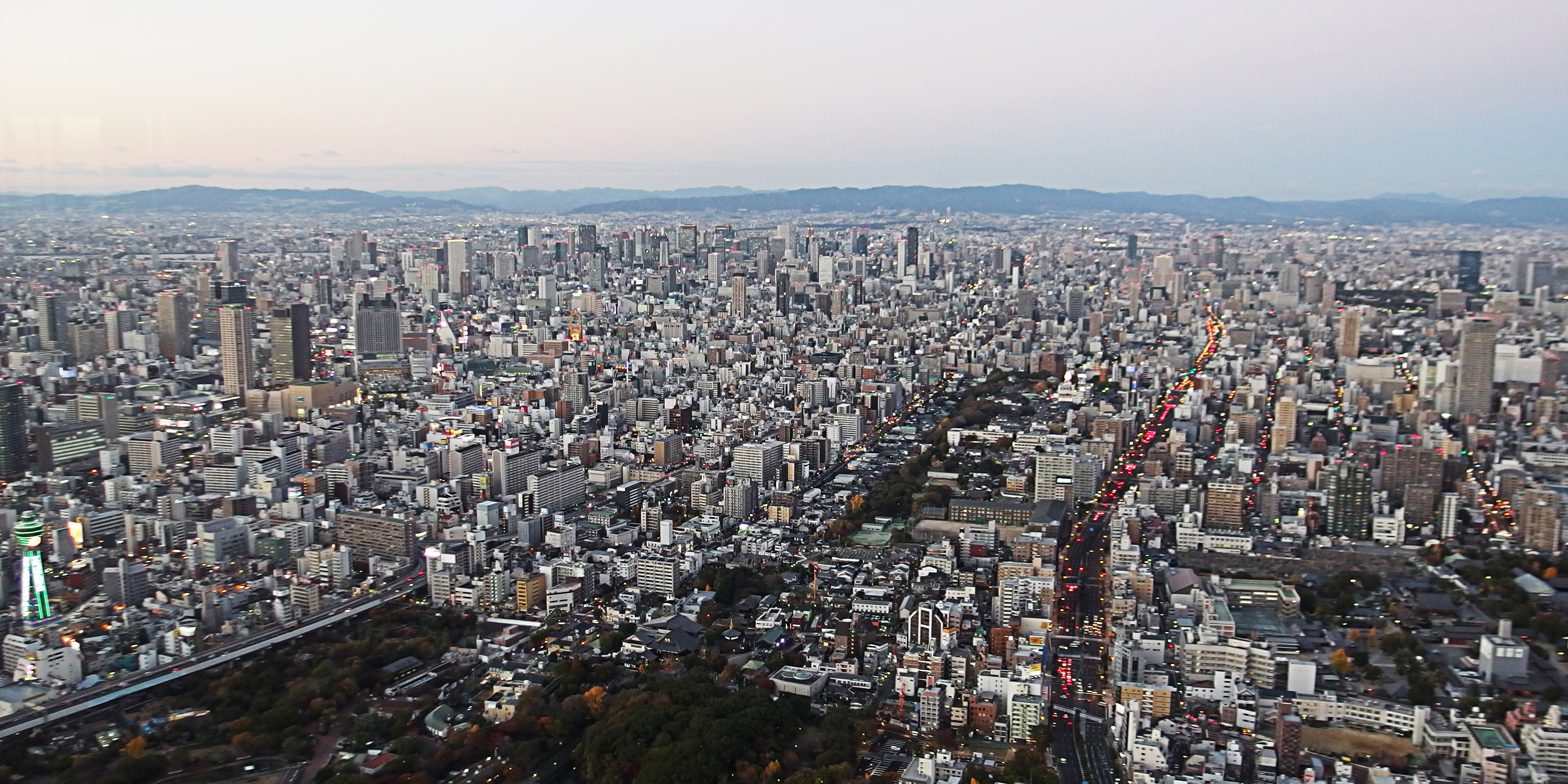
大阪（近畿圈）

### 整備法的定義
- 首都圈整備法（1956年制定）除了東京都之外，還包括了茨城縣、栃木縣、群馬縣、埼玉縣、千葉縣、神奈川縣、山梨縣。
- 近畿圈整備法（1963年制定）：將「近畿圈」的範圍定為福井縣、三重縣、滋賀縣、京都府、大阪府、兵庫縣、奈良縣、和歌山縣。
- 中部圈開發整備法（1966年制定），把「中部圈」的範圍定為富山縣，石川縣，福井縣，長野縣，岐阜縣，靜岡縣，愛知縣，三重縣，滋賀縣。并包含北陸地方和近畿地區的滋賀縣。

三大都市圈
- 東京大都市圈
- 京阪神大都市圈（大阪都市圈、京都都市圈、神戶都市圈）
- 名古屋大都市圈

### 六大都市
三大都市圈中人口最多的六個都市（首都圈：東京都區部、橫濱市、近畿圈：大阪市、京都市、神戶市、中京圈：名古屋市）有「六大都市」之稱。六大都市是三大都市圈內的主要都市，這在戰前是有法律界定的（但當時東京的行政區劃為东京府東京市）。
法律上的「六大都市」確定於1922年的「六大都市行政監督法律」。在江戶時代，人口最多的都市是有「三都」之稱的東京（江戶）、大阪（大坂）、京都（京），再加上橫濱市、名古屋市、神戶市。明治時期的「六大都市」與战后高度經濟成長前日本人口最多的六大都市相同。

## 三大都市圈的集中現象

### 社會
日本的人口、企業、大學等教育機關都有集中在三大都市圈的现象和趋势；全日本49％的人口集中在從三大城市圈（東京、名古屋、大阪三都市）的市中心50公里內的範圍；太平洋工業帶的一部分也包含于其中。
三大城市圈中，以1970年代以后的東京都市圈的人口與機關集中現象最顯著。日本國內的50％的貸款集中在東京圈，日本國內外的法人數91.1％集中在東京圈，資本額10億日元以上的企業的公司本部56.5％集中在東京圈。以前作為經濟中心凌駕東京之上的大阪圈，在昭和初期的戰時集中統制以後，大企業相繼持續地將總部遷往東京，大阪圈與東京圈的差距不断拉大。
由于三大都市圈集中了大量的人口和企業，而產生了過密化現象，导致了嚴重的都市問題，如上下班高峰事件的交通擁擠等。另一方面，各個其他地方產生了農村人口外流現象，人口減少導致勞工不足的現象變得嚴重，經濟規模也在縮小。
大都市的人口及經濟活動的集中，一方面產生了大量都市問題，另一方面也有一些可以提振经济效率的好處。企業集中在一個狹窄的範圍內，運輸費用和通訊費用就明顯減少，企業間的交易成本也降低了。

### 文化
文化方面，出版業、電視台、學校、商業設施和活動設施大量集中，生活在三大都市圈的名人也很多。其他地區只要一兩位在當地就可十分知名。因為這些緣故，很多流行風潮與新詞語都誕生在三大都市圈。

### 政治
政治層面，除了東京已經成為「都」（1943年）以外，其他兩都也希望也可以成為大阪都、中京都等，其中「大阪都」已經在推動但在2015年大阪市特別區設置公投以些微差距否決（但仍在繼續推動），「中京都」則無時間表。亦可以在不必成為「都」的設置特別區。
因為前述原因，進而導致參眾兩院人口與代表席次數的比例過大，過疏的選區則是過小。進而使票票不等值在這個過程中變得越來越嚴重，以致於當前自民黨政府在三大都市圈沒有減少情況下不斷削減眾議院選區（300→295→289，三大都市區單一選區數均保持不變），以及參議院三大都市圈代表人數增加甚至埼玉縣還額外增加1位，人口少的不斷削減以及人口很少的地方甚至出現鳥取縣及島根縣參議院合同選舉區、德島縣及高知縣參議院合同選舉區等並進一步考慮選區改革。

## 關聯條目
- 日本三大都市（日语：日本三大都市）
- 太平洋工業帶
- 都市圈
- 札仙廣福
- 八大都市圈 (日本)
- 中国三大城市群：京津冀城市群、长江三角洲城市群、粵港澳大灣區（珠江三角洲经济区）；北上广、一线城市

## 外部連結
- 三大都市への流入人口 （页面存档备份，存于）
- 三大都市圏の市区町村（公示地価） （页面存档备份，存于）

1. ↑   (PDF).   [2021-09-29]. （原始内容存档 (PDF)于2021-03-29）.